# Ograjno sodišče
Ograjno sodišče (nemško Landschrannengericht) je pojav fevdalizma v habsburških dednih deželah, in pojem pravne zgodovine. Bilo je sodišče, pristojno predvsem za civilne zadeve privilegiranih oseb, ter poleg deželnoglavarskega sodišča najvišja sodna instanca v deželi. Postopek ograjnih sodišč je bil formalnejši in popolnejši kot pri drugih vrstah sodišč, v postopkih pa so lahko bili nastavljeni tudi odvetniki. Ograjna sodišča so obstajala do reform vladarice Marije Terezije v letih 1747-49, ko je njihove delokroge prevzela deželna pravda.

## Delokrogi ograjnega sodišča
Sodišču so bili podrejeni člani deželnih stanov, v postopku pa je imelo prisednike iz vrst deželnega plemstva. Prisednike je lahko imenoval deželni zbor, ali pa sodišče samo. V postopku je lahko stranko zastopal odvetnik.
Ograjno sodišče je imelo več delokrogov (pravd):
- Deželna pravda: Je reševala zadeve, ki so zadevale imenjsko knjigo, dedovanja, ipd.
- Dvorna pravda: Je reševala posestne tožbe, za t. i. nasilno dejanje posega v posest drugega. V tem delokrogu je bil postopek običajno hiter, ugovor pa ni bil možen.
- Sumarna pravda (na Štajerskem): Je reševala pritožbe glede pogodb (zadolžnic, zastavitev).